# Dong-Won Kim (Sänger)
Dong-Won Kim (* in Pyeongtaek, Südkorea) ist ein südkoreanischer Opernsänger (Tenor).

## Leben
Kim studierte Gesang in Seoul und an der Musikhochschule Karlsruhe. 2003 gewann er den Alexander-Girardi-Gesangswettbewerb in Coburg, 2004 erhielt er den ersten Preis bei der International Tenor Competition in Trogir/Kroatien.
Von 2005 bis 2009 war er Ensemblemitglied am Theater Freiburg. Hier sang er u. a. den Edgardo di Ravenswood in Donizettis Lucia di Lammermoor, den Faust in Berlioz’ La damnation de Faust, den Pinkerton in Puccinis Madama Butterfly, den Almaviva in Rossinis Der Barbier von Sevilla, den Fernando in Mozarts Così fan tutte, den Rodolfo in Puccinis La Bohème und den Leicester in Donizettis Maria Stuarda. Für den Faust, Pinkerton und Almaviva wurde er jeweils von der Zeitschrift Opernwelt als Sänger des Jahres nominiert.
In der Saison 2009/10 trat er als Gast am Staatstheater Kassel als Edgardo in Lucia di Lammermoor auf. Seit der Saison 2010/11 ist er festes Ensemblemitglied des Hauses.